# 茂木亜希子
茂木 亜希子（もぎ あきこ、1977年7月13日 -  ）は、日本のアナウンサー（NHK長野放送局契約キャスター→テレビユー福島アナウンサー→フリー)、絵本作家、保育士。

## 略歴
新潟県佐渡市生まれで、後に埼玉県さいたま市で育つ。埼玉県立伊奈学園総合高等学校卒業。武蔵野女子大学文学部英米文学科卒業。
幼少期よりピアノ、合唱を始める。高校では吹奏楽部に所属しコントラバス、チェロを担当。武蔵野女子大学入学後に武蔵野市民交響楽団に所属。定期演奏会やルーマニア公演などに参加する。
大学卒業後の2000年、まち情報842 （エフエム西東京キャスター）、エフエムむさしのでリポーターを務めた他、学校法人東放学園講師を経て、2002年4月、NHK長野放送局契約キャスターとなる。テレビ『おいでよ!プラザN』、『イブニング信州（遊夕信州）』、ラジオ『もぎたて信州朝いちばん』の各番組を担当。
2004年4月にテレビユー福島にアナウンサーとして入社してからは、定時ニュースのほか『ニュースの森ふくしま』のメインキャスターを務める。
2005年3月、テレビユー福島を退社、フリーに転向後は司会やナレーター、トークショーMCなどを務める。2005年4月に発足した北区社会福祉協議会ささえあい活動団体･親子支援グループそらいろの種では、後に代表になり活動を行っている。
結婚・出産を経て保育士資格を独学で取得する。保育活動の経験から、絵本作家としての執筆も行っている（絵本作家名は平仮名のもぎあきこ表記）。
2017年5月5日にタレント、ナレーター、ラジオパーソナリティとして活躍する常世晶子とともに「こどもアナウンス発声協会」を設立。常世と共同代表に就任。全国の小学校などで、声のプロたちが行う「こども向け発声教育」の指導・サポートを行っている。
日本子育て支援協会と幼児教室大手4社(小学館ドラキッズ、ミキハウスキッズパル、講談社すこやか教室、めばえ教室)4社合同の保育資格「幼児教育トレーナー」養成講座のテキスト(発声部門)を執筆。特別専任講師。
2020年4月から、エフエムむさしのでお話の読み語りをするラジオ番組「子どもおやすみラジオ」および「午後のやすらぎラジオ物語の時間」の朗読ナレーターを務める。
2021年7月7日に常世晶子とともに「一般社団法人アナウンス発声協会」（EACO）を設立、副理事長となる。
2023年4月から、エフエムむさしので「むさしのクラシックアワー 音楽百科事典」のアシスタントを務める。

## 著書
- 「こどものためのアナウンスブック 発声のきほん」（共著・常世晶子) 局アナnet　2014年11月・（CD付）2015年8月　※現在は絶版
- 「小学生ことばパズル クロスワード 都道府県 監修 親野智可等」（学研プラス）2015年1月
- 「そらとぶまくらとおつきさま」（絵・すがわらけいこ）世界文化社・おはなしワンダー　2015年9月
- 「そらのうえのたなばたまつり」（絵・すがわらけいこ）世界文化社・おはなしワンダー　2016年7月
- 「うみのなかのゆうびんきょく」（絵・ささきみお）チャイルド本社・みんなともだち　2016年8月
- 「幼児教育トレーナー養成講座テキスト(発声部門)」（共著・常世晶子）一般社団法人日本子育て支援協会　2016年10月
- 「神奈川ドリル」三才ブックス　2018年6月
- 「バナナちゃんのおたんじょうびかい」（絵・内海ひろし）チャイルド本社・アップル　2018年8月
- 「ばけばけえんそく」（絵・林るい）学研教育みらい・おはなしえほん　2018年10月
- 「はやくちなおかしがっこう」（絵・ふじいかずえ）チャイルド本社・かんがえる　2018年10月
- 「こどもアナウンスブック 正しい発声と伝える力　CD付」（共著・常世晶子） 子どもの未来社 2018年11月
- 「だいすき！まめエイト」絵本・紙芝居（絵・いしやまさつき）公益財団法人日本豆類協会　2019年2月
- 「はやくちとっきゅうしゅっぱつ！」（絵・内海ひろし）チャイルド本社・かんがえる　2019年10月
- 「たいけつ！ひらがなむらとカタカナタウン」（絵・ふじいかずえ）チャイルド本社・かんがえる　2020年2月
- 「りんごごろごろ」（絵・森あさ子）世界文化社　2020年5月
- 「おしゃべりな うみの はやくち リポーター」（絵・園田トト）チャイルド本社・かんがえる　2020年7月
- 韓国語版「바나나의 생일잔치」（バナナちゃんのおたんじょうびかい）（絵・内海ひろし）Glenndoman korea社　스마일북스（smile books）2020年8月
- 「ファミリーで楽しもう！渋沢栄一かるた」（監修・守屋淳）株式会社ほっこりーのプラス　2021年2月
- 「はやくちレストラン」（絵・森あさ子）金の星社　2021年3月
- 「ありがとう！まめエイト」絵本・紙芝居（絵・いけだまや）公益財団法人日本豆類協会　2021年7月
- 「もみじひめのわすれもの」（絵・さくまようこ）チャイルド本社・かんがえる　2021年10月
- 「いちといちで」（絵・森あさ子）世界文化社　2022年2月
- 「みんなを笑顔に！ 植物生まれのプッチンプリン」紙芝居（絵・いけだまや）江崎グリコ　2022年4月
- 「ふしぎのもりのつきまつり」（絵・かとうまふみ）チャイルド本社・おはなしチャイルド　2023年9月
- 「ばけばけえんそく」（絵・林るい）Gakken・おはなしえほんセレクション　2023年10月
- 「ひらがなかぞくとカタカナかぞく」（絵・タカタカヲリ）チャイルド本社・かんがえる　2023年12月
- 「あそぼう！コイランド」（絵・吉村実）チャイルド本社・みんなともだち　2024年5月
- 「ころころたまご」（原詩・まど・みちお　絵・森あさ子）世界文化社　2024年6月
- 「はやくちぼしのじゅうごやまつり」（絵・森のくじら）チャイルド本社・かんがえる　2024年9月
- 「おつきみだよ！まめエイト」絵本・紙芝居（絵・いしやまさつき）公益財団法人日本豆類協会　2024年10月
- 大型絵本「りんごごろごろ」（絵・森あさ子）世界文化社　2024年10月
- 「うみのむこうのディーンくん」（絵・鈴木びんこ）鈴木出版・こどものくに　2024年11月
- 大型絵本「いちといちで」（絵・森あさ子）世界文化社　2025年3月
- 大型絵本「ころころたまご」（原詩・まど・みちお　絵・森あさ子）世界文化社　2025年3月
- 「ふしぎなキャンディ」（絵・北村人）フレーベル館・キンダーブック２　2025年6月
- 「ひこぼしくんのサプライズ」（絵・さいとうかおり）チャイルド本社・みんなともだち　2025年7月